# Myiotheretes pernix
A Myiotheretes pernix a madarak (Aves) osztályának verébalakúak (Passeriformes) rendjébe és a királygébicsfélék (Tyrannidae) családjába tartozó faj.

## Rendszerezése
A fajt Outram Bangs amerikai zoológus írta le 1899-ben, az Ochthodiaeta nembe Ochthodiaeta pernix néven.

## Előfordulása
A Kolumbiához tartozó Sierra Nevada de Santa Marta hegységben honos. Természetes élőhelyei a szubtrópusi és trópusi hegyi esőerdők és magaslati cserjések. Állandó, nem vonuló faj.

## Megjelenése
Testhossza 18-21 centiméter.

## Életmódja
Rovarokkal táplálkozik.

## Természetvédelmi helyzete
Az elterjedési területe kicsi, egyedszáma 1700 példány alatti és csökken. A Természetvédelmi Világszövetség Vörös listáján veszélyeztetett fajként szerepel.